# Systeloglossum panamense
Systeloglossum panamense är en orkidéart som beskrevs av Robert Louis Dressler och Norris Hagan Williams. Systeloglossum panamense ingår i släktet Systeloglossum och familjen orkidéer.
Artens utbredningsområde är Panamá. Inga underarter finns listade i Catalogue of Life.